# Kabixi
I Kabixi (o anche Cabichí) sono un gruppo etnico del Brasile che ha una popolazione stimata in circa 100 individui (1986). Parlano la lingua kabixí (codice ISO 639-3 xbx) e sono principalmente di fede animista.
Vivono nello stato brasiliano del Mato Grosso, sui fianchi del Planalto dos Parecís, nei pressi di Vila Bela. Il gruppo è considerato prossimo all'estinzione.